# Till-Vincent Goetzke
Till-Vincent Goetzke (* 25. März 1989) ist ein ehemaliger deutscher Nationalspieler in der Boulespiel-Sportart Pétanque im Deutscher Boccia-, Boule- und Pétanque-Verband e. V. Er war mehrfach deutscher Meister und Teilnehmer bei Europameisterschaften.

## Karriere
Goetzke spielt seit seiner Kindheit Boule und wurde mehrfach in den Nationalkader berufen. Er spielte für TuRa Braunschweig und den VFPS Osterholz-Scharmbeck sowie aktuell für Boule Devant Berlin in der Pétanque-Bundesliga.
Im Männer-Triplette der Espoirs (U23) gewann er bei den Europameisterschaften 2011 die Bronzemedaille. Für die vom Ausrichter abgesagte Weltmeisterschaft 2014 in Tahiti/Polynesien war er nominiert.

## Erfolge

### International
- 2008: Teilnahme an der Europameisterschaft Männer Triplette Espoirs (U23)
- 2011: 3. Platz Europameisterschaft Männer Triplette Espoirs (U23) zusammen mit Frank Maurer, Niclas Zimmer und Mika Everding[4]
- 2013: Teilnahme an der Europameisterschaft
- 2015: Teilnahme an der Europameisterschaft

### National
(Quelle)
- 2000: 3. Platz Deutsche Meisterschaft Triplette Minimes (U12) zusammen mit Christian Otte und Filipp Wätjet
- 2003: 3. Platz Deutsche Meisterschaft Triplette Cadets (U15) zusammen mit Lee Wielstra und Marcel Dörke
- 2007: 3. Platz Deutsche Meisterschaft Doublette mixte zusammen mit Uta Goetzke
- 2012: 3. Platz Deutsche Meisterschaft Doublette mixte zusammen mit Lea Mitschker[6]
- 2012: 2. Platz Deutsche Meisterschaft Triplette zusammen mit Jens-Christian Beck und Frank Maurer
- 2013: 3. Platz Deutsche Meisterschaft Triplette zusammen mit Sönke Backens und Daniel Reichert
- 2014: 2. Platz Deutsche Meisterschaft Triplette zusammen mit Sönke Backens und Mahmut Tufan
- 2014: 1. Platz Deutsche Meisterschaft Doublette zusammen mit Daniel Reichert[7]
- 2015: Deutscher Vereinsmeister mit dem VFPS Osterholz-Scharmbeck
- 2016: Deutscher Vereinsmeister mit dem VFPS Osterholz-Scharmbeck[8]
- 2014: 3. Platz Deutsche Meisterschaft Doublette zusammen mit Daniel Reichert
- 2017: 3. Platz bei den Deutschen Vereinsmeisterschaften mit dem VFPS Osterholz-Scharmbeck
- 2018: 3. Platz bei den Deutschen Vereinsmeisterschaften mit dem VFPS Osterholz-Scharmbeck
- 2018: 1. Platz Deutsche Meisterschaft Doublette zusammen mit Daniel Reichert
- 2021: 1. Platz Deutsche Meisterschaft Triplette zusammen mit Jan Garner und Marco Schumacher[9]

## Privates
Goetzke hat drei Geschwister, eine Schwester und zwei Brüder.